# تافز ول
تافز ول (به انگلیسی: Taff's Well) یک منطقهٔ مسکونی در بریتانیا است که در روندا کنون تاو واقع شده‌است. تافز ول ۳٬۶۷۲ نفر جمعیت دارد.